# Podčastnik
Podčastnik (angleško Non Commissioned Officer; kratica NCO; okrajšava PČ) je statusni položaj za pripadnika oboroženih sil, ki mu poveljujoči častnik (angleško Commanding Officer, kratica CO) podeli avtoriteto vodenja oz. poveljevanja.
Podčastniki v večini zahodnih oboroženih sil predstavljajo »hrbtenico« le-teh, saj so izbrani kot najboljši vojaki ter vodijo vojake in manjše taktične enote (ognjena skupina, posadka, oddelek). Višji podčastniki (angl. Senior NCO) lahko vodijo tudi večje organizacijske enote (vod oz. vodu ali celo četi primerljive enote).
Podčastnik je izobražen in usposobljen za opravljanje dela in nalog podčastnika v enotah in poveljstvih v vojaški organizaciji. Končal je ustrezno izobraževanje, pridobil čin in je postavljen na dolžnost. Pristojen in pooblaščen je, da vodi oziroma poveljuje enoti v skladu s formacijo in organizacijo enote v kateri je zaposlen. Sprejel je KODEKS /vrednote PČ/ in ga /jih/ uporablja v delu in življenju. Istočasno je član podčastniškega zbora v katerem združuje in uresničuje določene interese.
Podčastnik se mora zavedati svojega mesta in vloge v vojaški organizaciji. Vedno mora voditi z osebnim vzgledom, skrbeti za ljudi, za njihove pravice in dolžnosti, za stanje v enoti – poveljstvu kjer je zaposlen, podajati pobude, predloge in mnenja za izboljšanje stanja, skrbeti mora za racionalno porabo virov: človeških, materialno – finančnih, energije in časa. Podčastnik se zaveda, da je ugled njegovega poklica ustvarjen z delom njegovih predhodnikov v dolgem časovnem obdobju, v miru in v vojni, z uspehi in izgubami (tudi človeških življenj) in da okolje pričakuje od njega ustrezno obnašanje, etiko in rezultate. V tem smislu je podčastnik zvest zgodovinskem spominu in podčastniškem zboru. Boriti se mora, da ugled podčastnika še dodatno gradi.
Podčastnik se mora zavedati, da je najbolj odgovoren za stanje usposobljenosti vojaka – posameznika in usposobljenosti enote do velikosti voda. Od kakovosti dela podčastnikov je neposredno odvisna kakovost in bojna pripravljenost vojske.            
Po Nato definiciji je podčastnik strokovno izobražen, usposobljen in discipliniran vodja, ki predstavlja hrbtenico vsake vojske. Je predan odličnosti in ponazarja visoko stopnjo vojaške kompetentnosti, kot je opredeljena v NCO Professional Military Education Reference Curriculum iz leta 2013. Kompleksnost globalnega okolja in velika hitrost sprememb terjata večjo angažiranost podčastnikov. To je ključno za doseganje boljših tehničnih, operativnih in strateških rezultatov in s tem izpolnjevanje vedno večjih zahtev nepredvidljivega okolja. Natovi podčastniki splošno veljajo za »hrbtenico« oboroženih sil, zato morajo za soočanje z današnjimi in prihodnjimi izzivi še naprej učinkovito delovati in se preoblikovati, da Nato ostane pripravljena in odzivna interoperabilna sila. Strateško okolje se je v zadnjih nekaj letih korenito spremenilo in osredotočenost na sistematičen razvoj človeškega kapitala še nikoli ni bila tako pomembna. To še posebej velja za podčastnike (OR), ki predstavljajo več kot 70 odstotkov Natove vojaške sile. Dolgoletna tradicionalna in zastarela paradigma učenja podčastnikov, kaj naj mislijo namesto kako naj mislijo, bi v današnjih časih omejevala njihovo polno intelektualno zmogljivost v okviru zavezništva v času njegovega prilagajanja čedalje bolj kompleksnemu strateškemu okolju. Zato Nato uporablja ambiciozen pristop in metodična osredotočenost na namen, cilje, strategije, skupno taktiko in ukrepe učinkovitosti za pospeševanje nemotenega usklajevanja s strateško usmeritvijo zavezništva.
V Slovenski vojski (SV) podčastniki opravljajo dela in naloge na podčastniških formacijskih dolžnostih v poveljstvih, enotah in zavodih Slovenske vojske. Odgovorni so za izvajanje usposabljanja vojaških oseb v individualnih veščinah, za poveljevanje manjšim taktičnim enotam in izvajanje nalog v skladu s predpisi ter usmeritvami nadrejenih. Podčastniki opravljajo vodstvene - enotovne, štabne in specialistične dolžnosti.
Osnovna oz. začetna podčastniška dolžnost je poveljnik oddelka ali njemu primerljive enote (skupina, posadka). Odgovoren je za učinkovito vodenje oddelka in izvajanje prejetih nalog. 
Enotovni podčastniki opravljajo vodstvene dolžnosti v poveljstvih, enotah in zavodih Slovenske vojske od ravni voda, njim enakih in višjih enot ter so neposredno podrejeni svojim poveljnikom. Delujejo v okviru podčastniške podporne linije (PPL) ter pomagajo in svetujejo poveljnikom glede vseh zadev povezanih z vojaki in podčastniki. Imajo vodilno vlogo pri uveljavljanju pravil, reda in discipline v enoti ali poveljstvu. Skrbijo za spoštovanje predpisov in ohranjanje standardov. Določajo ukrepe za izboljšanje discipline in vojaškega obnašanja vojaških oseb. Spremljajo delo vojakov in podčastnikov ter zagotavljajo, da ti dosegajo predpisane standarde vojaškega obnašanja, usposobljenosti in izurjenosti (individualne vojaške veščine, psihofizične pripravljenosti) zgleda in medsebojnih odnosov. Spremljajo, predlagajo in usmerjajo poklicni oziroma karierni razvoj ter kadrovsko uporabo vojakov in podčastnikov. Ponujajo možnost pogovora slehernemu vojaku in podčastniku. Najvišja enotovna in na sploh podčastniška dolžnost je glavni podčastnik Slovenske vojske, ki skrbi za delovanje podčastniškega zbora Slovenske vojske in svetuje načelniku GŠ. 
Štabni podčastniki v poveljstvih, enotah in zavodih Slovenske vojske sodelujejo v procesih štabnega dela, kot so oblikovanje dokumentacije, vodenje evidenc, načrtovanje, spremljanje situacije, spremljanje bojevanja in reševanje zadev podčastniškega zbora na vseh funkcionalnih področjih štabnega dela znotraj poveljstev in štabov. Višji podčastniki sektorjev so v okviru štabnih elementov odgovorni za zagotavljanje potrebnega poklicnega razvoja vseh štabnih podčastnikov ter strokovnosti in profesionalnosti. Vodjem štabnih elementov zagotavljajo jasen in zgoščen vpogled v delovne procese in standardizacijo. Prav tako služijo kot povezava med štabnimi elementi in enotovnimi/glavnimi podčastniki, da se zagotovi pretok in pravočasnost informacij ter ustrezno delovanje v podporo organizaciji. 
Specialistični podčastniki na podlagi pridobljenih splošnih, specialističnih ter strokovnih znanj, opravljajo naloge v okviru specialističnih formacijskih dolžnosti. Med specialistične podčastnike lahko uvrščamo tudi inštruktorje, vodje programov in učitelje, ki delujejo v institucijah vojaškega šolstva, čeprav je njihova poklicna pot tesno prepletena z linijo enotovnih podčastnikov in PPL.
Podčastnik SV se mora kontinuirano izobraževati in usposabljati za opravljanje dolžnosti. Zagotavljati mora, da bo po doseženi ravni znanj in veščin enakopraven podčastnikom iz drugih vojska. Zavedati se mora, da v tujini predstavlja ne samo sebe ampak svojo vojsko in vse podčastnike SV ter, da mora biti odličen.

## Citati
''Podčastniki so edini strokovnjaki za uporabo, vzdrževanje in razvoj najmočnejšega orožja Slovenske vojske. To orožje, ki naši vojski zagotavlja premoč na prihodnih bojiščih so slovenski vojaki in vojakinje"
štabni praporščak Janez Šmid, Glavni podčastnik Sil SV (2006 -2012)

»Biti podčastnik ni lahko in podčastnik ne more biti vsak. Biti podčastnik pomeni samodisciplino, strokovnost in zavzetost, pomeni nenehno odrekanje in skrb za ostale, pomeni steber vojske. Vendar biti podčastnik pomeni tudi čast in ponos, pomeni integriteto in pogum, pomeni zadovoljstvo in strast. Zato podčastnik ni le poklic, je način življenja, je vojaška profesija za katero se odločiš in katero živiš, profesija od katere se pričakuje dosledno spoštovanje standardov, negovanje vrednot, etičnost ter visoka stopnja vojaškega profesionalizma«
višji štabni praporščak Igor Tomašič, Glavni podčastnik Slovenske vojske (2009 -2018)

## Podčastniškičini Slovenske vojske
- vodnik,
- višji vodnik,
- štabni vodnik,
- višji štabni vodnik,
- praporščak,
- višji praporščak,
- štabni praporščak in
- višji štabni praporščak.